# Clinus arborescens
Clinus arborescens es una especie de pez del género Clinus, familia Clinidae. Fue descrita científicamente por Gilchrist & Thompson en 1908.
Se distribuye por el Sudoeste del Océano Índico: Sudáfrica. La longitud estándar (SL) es de 22 centímetros. Está clasificada como una especie marina inofensiva para el ser humano.